# Marynopole
Marynopole – wieś w Polsce położona w województwie lubelskim, w powiecie kraśnickim, w gminie Gościeradów.
W latach 1975–1998 miejscowość administracyjnie należała do województwa tarnobrzeskiego.
Wieś stanowi sołectwo gminy Gościeradów.  Według Narodowego Spisu Powszechnego (III 2011 r.) wieś liczyła 166 mieszkańców. Do gminy Gościeradów wieś podlegała także w wieku XIX.
W czasie II wojny światowej w czerwcu 1943 w okolicy Marynopola miał miejsce atak oddziału Gwardii Ludowej na tabor niemiecki. Zdobyty tabor został zabrany do lasów gościeradowskich.

## Części miejscowości
| SIMC    | Nazwa      | Rodzaj      |
| ------- | ---------- | ----------- |
| 0792188 | Marynopole | osada leśna |